# Tree-of-Life-Synagoge
Die Tree-of-Life-Synagoge in Pittsburgh (englisch-hebräisch: Tree of Life - Or L'Simcha; hebräisches Alphabet: עֵץ חַיִּים - אוֹר לְשִׂמְחָה, deutsch Baum des Lebens – Licht zur Freude) ist eine Synagoge einer konservativen jüdischen Gemeinde im Viertel Squirrel Hill in Pittsburgh, Pennsylvania. Ursprünglich 1864 als orthodoxe jüdische Gemeinde gegründet, rückte sie allmählich in die Nähe des Konservativismus und wurde 1886 der Jewish Theological Seminary Association und etwa 30 Jahre später der United Synagogue of America angeschlossen. 1953 bezog die Gemeinde ihr heutiges Synagogengebäude. Im Jahr 2010 fusionierte sie mit der Gemeinde Or L'Simcha und zählt damit 530 Familien. Im Oktober 2018 wurde sie zum Tatort eines Attentats mit elf Toten.

## Geschichte

### Gründung 1864
Nach einem Besuch des Reformrabbiners Isaac Mayer Wise in Pittsburgh trennte sich 1864 eine reformorientierte Gruppe von Gläubigen von der orthodoxen Synagogengemeinde Rodef Shalom (1854 gegründet) und nannte sich Tree of Life Congregation.
Die erste Gruppe von 16 Mitgliedern traf sich im Haus von Gustavus Grafner. Die Gemeinde, die damals unter ihrem hebräischen Namen Etz Chayyim (hebräisch: עץ חיים, lit. „Lebensbaum“) genannt wurde, wurde 1865 gegründet und erwarb in Sharpsburg Land für die Nutzung als Friedhof. Die Gemeinde traf sich in den kommenden Jahren an wechselnden Orten in der Innenstadt, bis sie 1883 ein ehemaliges lutherisches Kirchengebäude in der Innenstadt kaufte. Zu diesem Zeitpunkt wurde sie unter ihrem englischen Namen Tree of Life bekannt. In den ersten Jahren war Tree of Life das Zentrum der Stadt für orthodoxes Judentum und zog orthodoxe jüdische Einwanderer aus Osteuropa an. Im Jahr 1883 verkürzte die Gemeinde jedoch den traditionellen orthodoxen Gottesdienst und wurde 1886 der Jewish Theological Seminary Association, einem Ausbildungsverband des Konservativen Judentums, angeschlossen. Etwa 30 Jahre später trat die Gemeinde dem konservativen nationalen Dachverband United Synagogue of Conservative Judaism bei.

### Im 20. Jahrhundert
1906 begann die Gemeinde mit dem Bau eines festen Hauses an der Craft Avenue im Oakland-Viertel Pittsburgh. Im Jahr 1907 wurde die Synagoge mit 750 Sitzplätzen eröffnet. Im selben Jahr wurden englischsprachige Gebete eingeführt. Ab den 1920er Jahren entwickelte sich die Gemeinde weiter in Richtung linker Konservatismus unter der Leitung von Rabbi Herman Hailperin, der die Gemeinde 45 Jahre lang führte. Zu den unter ihm eingeführten Praktiken gehörten Orgelmusik während der Gottesdienste, die Abschaffung des rabbinisch vorgeschriebenen zweiten Tages von Feiertagen in der Diaspora, die Wahl von Frauen in das Kuratorium des Tempels, der Aufruf von Frauen zur Thora-Lesung und die Berücksichtigung von Frauen zur Zählung eines Minjans. 1953 bezog Tree of Life sein heutiges Gebäude im Squirrel Hill Viertel in Pittsburgh. Das Land für das neue Gebäude wurde der Gemeinde vom damaligen Synagogenpräsidenten Charles J. Rosenbloom geschenkt. Die Synagoge zeigte symbolisch ihre Verbundenheit mit Israel mit einem Grundstein aus Jerusalem-Stein. Die Betonfassade zeigt "Reihen von wirbelnden, modernistischen Glasmalereien, die die Geschichte der Schöpfung, die Annahme des Gesetzes Gottes, den „Lebenszyklus“ und die Art und Weise, wie die Menschen für die Erde und einander sorgen sollen", veranschaulichen. Das Heiligtum hat eine Kapazität von 1.250 Plätzen. Im Jahr 1995 zählte die Mitgliedschaft 850 Familien.

### Im 21. Jahrhundert
In den 2000er Jahren führten eine alternde Mitgliedschaft und die Abwanderung der jüdischen Gemeinde in Vorstadtviertel zu einem Rückgang der Synagogenmitgliedschaft. Tree of Life begann, Raum in seinem Gebäude an andere Gemeinden zu vermieten. Im Jahr 2008 begann die Gemeinde Or L'Simcha (hebräisch: אור לשמחה, lit. Licht zur Freude), die 2005 von Rabbi Chuck Diamond gegründet wurde, ihre Tätigkeit im Gebäude des Tree of Life. Im Jahr 2010 stimmten die beiden Gemeinden für die Fusion, die die Bezeichnung Tree of Life – Or L'Simcha erhielt. Damit wurden 120 neue Mitglieder in die Gemeinde aufgenommen, so dass ihre Gesamtzahl auf 530 Familien anstieg. Im April 2010 begann die rekonstruktionistische Gemeinde Dor Hadash Räumen im Tree of Life Gebäude anzumieten. Im Jahr 2017 verließ die konservative Gemeinde New Light ihre 60 Jahre alte Heimat und trug ihre Thora-Schriftrollen in einer Prozession zum Gebäude von Tree of Life, wo sie anfing, Gottesdienste im Untergeschoss abzuhalten.

### Attentat
Am 27. Oktober 2018 erschoss der 46-jährige Fernfahrer Robert Bowers während der Sabbat-Gottesdienste in der Synagoge elf Gläubige und verletzte sechs Menschen, darunter vier Polizisten. Nach einem Schusswechsel mit der Polizei wurde er am Tatort festgenommen. Für das antisemitische Hassverbrechen wurde Bowers im August 2023 zum Tode verurteilt.

## Leitung
Die Gemeinde wählte 1898 ihren ersten geistlichen Leiter, Rabbi Michael Fried, einen Absolventen des Jewish Theological Seminary. Die längste aktive Zeit als Rabbi in der Gemeinde liegt bei Rabbi Herman Hailperin. Er trat in seinen frühen 1920er-Jahren nach seiner Ordination am Jüdisch-Theologischen Seminar in das Amt ein und übte dieses 45 Jahre aus. 1968 wurde er zum Rabbi Emeritus der Gemeinde ernannt. Die Synagoge hatte einige Jahre nach dem Weggang von Rabbi Alvin K. Berkun bis zur Fusion mit Or L'Simcha keinen geistlichen Leiter. 

### Liste der Rabbiner der Lebensbaum-Kongregation
- Michael Fried (1898–1906)
- Rudolph Coffee (1906–1915)
- Morris Mazure (1915–1922)
- Emeritus Herman Hailperin (1922–1968)
- Solomon Kaplan (1968–1982)
- Emeritus Alvin K. Berkun (1983–2006)
- Chuck Diamond (2010–2017)
- Jeffrey Myers (2017–heute)

Die Laienführung der Synagoge baute eine Tradition der Freiwilligenarbeit und der Unterstützung jüdischer Sozialdienste auf. Alexander Fink, der Synagogenpräsident von 1873 bis 1892, war auch einer der Gründer der Hebrew Benevolent Society der Stadt und war später Präsident der United Hebrew Relief Association.

## Weblink
- Website der Synagoge